# هاينريش ياكوب فريد
هاينريتش ياكوب فريد (بالألمانية: Heinrich Jakob Fried)‏ هو رسام وشاعر ألماني، ولد في 11 مارس 1802 في Queichheim ‏ في ألمانيا، وتوفي في 2 نوفمبر 1870 في ميونخ في ألمانيا.